# Nisaetus kelaarti
L'aquila dal ciuffo di Legge (Nisaetus kelaarti (Legge, 1878)) è un uccello rapace della famiglia degli Accipitridi.

## Descrizione
Molto simile a Nisaetus nipalensis, se ne differenzia per la minore apertura alare e per il colore più chiaro del piumaggio; il becco e la mandibola sono più robuste che in N. nipalensis e la cresta è più folta.

## Distribuzione e habitat
La specie nidifica in Sri Lanka e sui monti Ghati occidentali, nella parte sud-occidentale dell'India.

## Tassonomia
In passato veniva inquadrata come sottospecie di Nisaetus nipalensis (N. n. kelaarti); in atto è considerata specie a sé stante.